# 篠原浩人
篠原 浩人（しのはら　ひろと）は、日本の空手家。2014年には、韓国の仁川で開催された2014アジア大会で男子組手67 kgで金メダルを獲得。 2018年には、インドネシアのジャカルタで開催された2018アジア大会で男子組手67 kgに出場、メダルを獲得することはできなかった。  

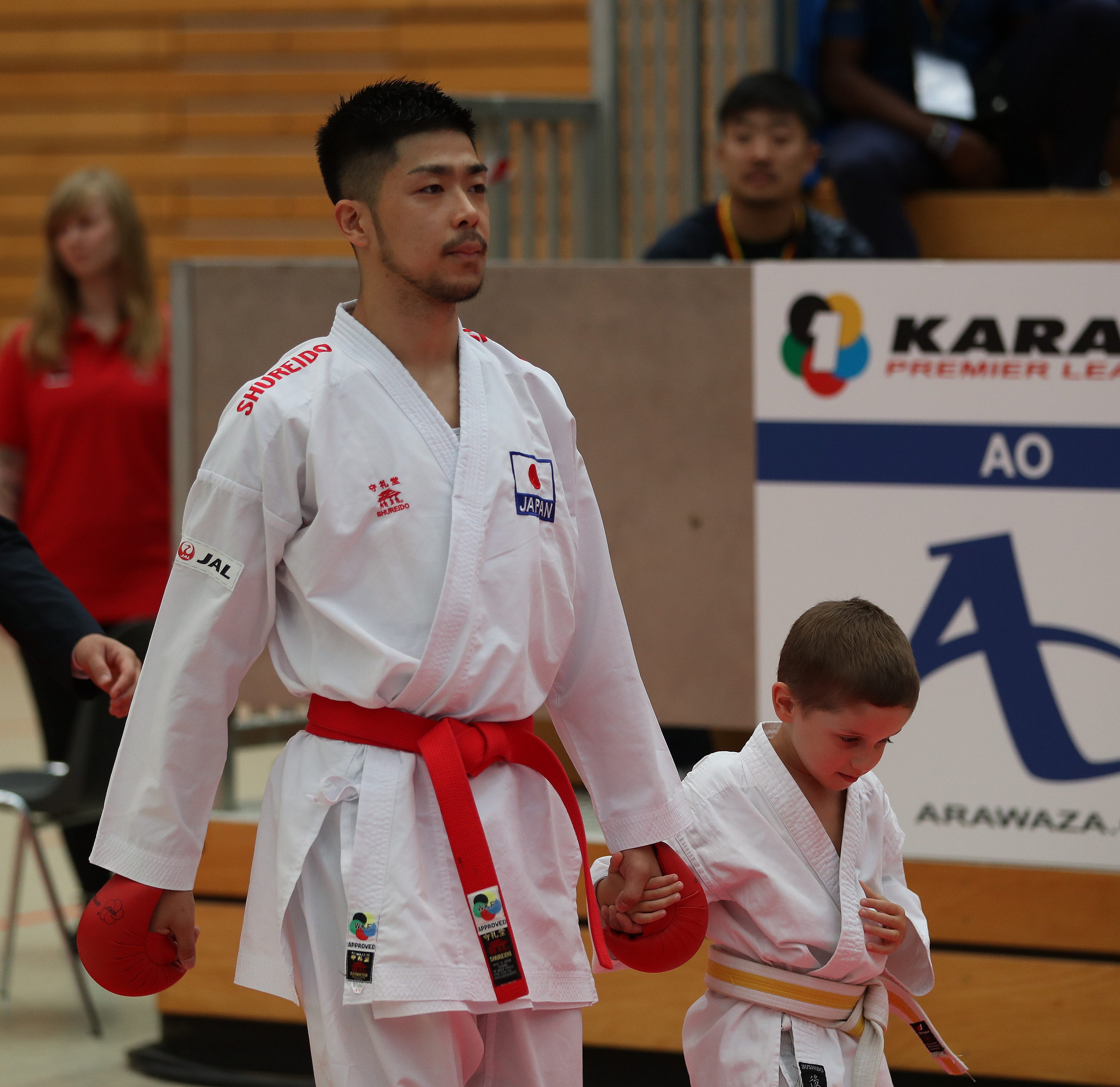
篠原浩人, 2018

オーストリアのリンツで開催された2016年の世界空手道選手権では、男子チーム組手イベントで銀メダルを獲得  。 
ウズベキスタンのタシケントで開催された2019アジア空手選手権では、男子組手67 kgのイベントで金メダルを獲得  。 